# 절대 연속 측도
측도론에서 절대 연속 측도(絶對連續測度, 영어: absolutely continuous measure)는 어떤 주어진 측도에 일종의 ‘무게’를 주어 얻을 수 있는 측도이다. 이에 따라, 원래 측도의 값이 0이면, 이에 대한 절대 연속 측도의 값 역시 0이어야 한다. 이 경우, 이 ‘무게’는 라돈-니코딤 도함수(Radon-Nikodym導函數, 영어: Radon–Nikodym derivative)라고 하며, 미적분학에서의 도함수의 개념의 일반화이다. 라돈-니코딤 도함수의 존재를 라돈-니코딤 정리(Radon-Nikodym定理, 영어: Radon–Nikodym theorem)라고 한다. 이에 따라, 절대 연속성은 일종의 미적분학의 기본 정리가 성립할 필요 조건이다.

## 정의
시그마 대수 {\displaystyle {\mathcal {F}}} 위의 두 측도 {\displaystyle \mu }, {\displaystyle \nu }가 주어졌다고 하자. 만약 다음 조건이 성립한다면, {\displaystyle \mu }가 {\displaystyle \nu }-절대 연속 측도라고 하며, {\displaystyle \mu \ll \nu }로 표기한다.:122, §4.2
{\displaystyle \forall S\in {\mathcal {F}}\colon (\nu (S)=0\implies \mu (S)=0)}
즉, {\displaystyle \nu }-영집합이 항상 {\displaystyle \mu }-영집합이어야 한다. (대략, 이는 라돈-니코딤 도함수 {\displaystyle \mathrm {d} \mu /\mathrm {d} \nu }에서, “분자”가 0이 아니라면 “분모” 역시 0이 아니어야 함으로 생각할 수 있다.)
부호 측도(영어: signed measure) {\displaystyle \mu =\mu _{+}-\mu _{-}}의 경우, 만약 {\displaystyle |\mu |=\mu _{+}+\mu _{-}}가 {\displaystyle \nu }-절대 연속 측도라면 {\displaystyle \mu }역시 {\displaystyle \nu }-절대 연속 측도라고 한다.:125, §4.2
보통 {\displaystyle \nu }는 (유클리드 공간의 경우) 르베그 측도나:122, §4.2 (위상군의 경우) 왼쪽 하르 측도를 사용한다.

## 성질

### 라돈-니코딤 정리
다음 데이터가 주어졌다고 하자.
- 가측 공간 {\displaystyle (X,{\mathcal {F}})}
- 시그마 유한 측도 {\displaystyle \nu \colon {\mathcal {F}}\to [0,\infty ]}
- 시그마 유한 측도 {\displaystyle \mu \colon {\mathcal {F}}\to [0,\infty ]}. 또한, {\displaystyle \mu \ll \nu }라고 하자.

라돈-니코딤 정리(영어: Radon–Nikodym theorem):123, Theorem 4.2.2:115, Theorem 4.1.1(ii)에 따르면, 다음 조건을 만족시키는 가측 함수
{\displaystyle {\frac {\mathrm {d} \mu }{\mathrm {d} \nu }}\colon (X,{\mathcal {F}})\to \left([0,\infty ),{\mathcal {B}}([0,\infty ))\right)}
가 존재한다.
{\displaystyle \forall S\in {\mathcal {F}}\colon \mu (S)=\int _{S}{\frac {\mathrm {d} \mu }{\mathrm {d} \nu }}\;\mathrm {d} \nu }
(여기서 {\displaystyle {\mathcal {B}}([0,\infty )}는 음이 아닌 실수의 보렐 시그마 대수이다.) 이 조건을 만족시키는 가측 함수를 라돈-니코딤 도함수라고 한다. 또한, 라돈-니코딤 도함수는 {\displaystyle \nu }-거의 어디서나 유일하다. 즉, 위 데이터에 대한 두 라돈-니코딤 도함수 {\displaystyle f}, {\displaystyle f'}에 대하여, {\displaystyle \{x\in X\colon f(x)\neq f'(x)\}}는 {\displaystyle \nu }-영집합이다.
위 조건에 의하여, 임의의 {\displaystyle \nu }-적분 가능 가측 함수 {\displaystyle f\colon X\to \mathbb {R} }에 대하여, 다음이 추가로 성립한다.
{\displaystyle \int _{X}f\;\mathrm {d} \nu =\int _{X}f{\frac {\mathrm {d} \nu }{\mathrm {d} \mu }}\;\mathrm {d} \mu }

### 라돈-니코딤 도함수의 성질
가측 공간 {\displaystyle (X,{\mathcal {F}})} 위의 세 시그마 유한 측도 {\displaystyle \mu ,\nu ,\lambda }가 주어졌으며,
{\displaystyle \mu \ll \lambda }
{\displaystyle \nu \ll \lambda }
라고 하자. 그렇다면, 다음이 성립한다.
{\displaystyle {\frac {\mathrm {d} (\nu +\mu )}{\mathrm {d} \lambda }}={\frac {d\nu }{d\lambda }}+{\frac {d\mu }{d\lambda }}\qquad (\lambda {\text{-a.e.}})}
가측 공간 {\displaystyle (X,{\mathcal {F}})} 위의 세 시그마 유한 측도 {\displaystyle \mu ,\nu ,\lambda }가 주어졌으며,
{\displaystyle \nu \ll \mu \ll \lambda }
일 경우, 다음이 성립한다.
{\displaystyle {\frac {d\nu }{d\lambda }}={\frac {d\nu }{d\mu }}{\frac {d\mu }{d\lambda }}\qquad (\lambda {\text{-a.e.}})}
특히, 만약 {\displaystyle \nu =\lambda }인 경우 (즉, {\displaystyle \mu \ll \nu \ll \mu }), 다음이 성립한다.
{\displaystyle {\frac {\mathrm {d} \mu }{\mathrm {d} \nu }}=\left({\frac {\mathrm {d} \nu }{\mathrm {d} \mu }}\right)^{-1}\quad \nu {\text{-a.e.}}}
보다 일반적으로, 유한 복소측도
{\displaystyle \mu \colon {\mathcal {F}}\to \mathbb {C} }
및 시그마 유한 측도
{\displaystyle \nu \colon {\mathcal {F}}\to [0,\infty ]}
에 대하여, 만약
{\displaystyle \mu \ll \nu }
라면, 다음이 성립한다.
{\displaystyle {\frac {\mathrm {d} |\nu |}{\mathrm {d} \mu }}=\left|{\frac {\mathrm {d} \nu }{\mathrm {d} \mu }}\right|}

### 실수선 위의 절대 연속 측도
실수 닫힌구간 위에 정의된 증가 함수
{\displaystyle f\colon [a,b]\to \mathbb {R} }
{\displaystyle \forall x,y\in [a,b]\colon f(x)\leq f(y)}
가 주어졌다고 하자. 만약 임의의 양의 실수 {\displaystyle \epsilon \in \mathbb {R} ^{+}}에 대하여, 다음 조건을 만족시키는 양의 실수 {\displaystyle \delta _{\epsilon }\in \mathbb {R} ^{+}}가 존재한다면, {\displaystyle f}를 절대 연속 함수(絶對連續函數, 영어: absolutely continuous function)라고 한다.:128, Definition 4.4.1
임의의 실수열 {\displaystyle a\leq \dotsb <x_{-1}<y_{-1}\leq x_{0}<y_{0}\leq x_{1}<y_{1}\leq x_{2}<y_{2}\dotsb \leq b}에 대하여, 만약 {\displaystyle \textstyle \sum _{k}(y_{k}-x_{k})<\delta _{\epsilon }}이라면, {\displaystyle \textstyle \sum _{k}|f(y_{k})-f(x_{k})|<\epsilon }이다.
이 경우, 다음 두 조건이 서로 동치이다.:131, Theorem 4.4.3
- 르베그-스틸티어스 측도 {\displaystyle \mathrm {d} f}가 (르베그 측도에 대하여) 절대 연속 측도이다.
- 임의의 닫힌구간 {\displaystyle [a,b]}에 대하여, {\displaystyle f\upharpoonright [a,b]}는 절대 연속 함수이다.

절대 연속 함수는 항상 연속 함수이며, 거의 어디서나 도함수를 갖는다. 이 도함수는 {\displaystyle \mu }의 라돈-니코딤 도함수에 의하여 주어진다. 또한, 정의에 따라 이는 르베그 적분 가능 함수이며, 그 적분은 {\displaystyle f}와 일치한다 (미적분학의 기본 정리). 정의에 따라, 모든 립시츠 연속 함수는 절대 연속 함수이다.

## 예
칸토어 함수
{\displaystyle f\colon [0,1]\to [0,1]}
는 연속 함수이지만 절대 연속 함수가 아니다. 즉, 그 르베그-스틸티어스 측도는 절대 연속 측도가 아니다.

### 비(非) 시그마-유한 측도에 대한 라돈-니코딤 정리의 실패
라돈-니코딤 정리는 일반적으로 시그마 유한 측도가 아닌 절대 연속 측도에 대하여 성립하지 않는다. 예를 들어,:125, Example 4.2.3:117, Remark 4.1.1 보렐 시그마 대수를 부여한 닫힌구간 {\displaystyle [0,1]} 위의 셈측도
{\displaystyle \mu \colon {\mathcal {B}}([0,1])\to [0,\infty ]}
는 (르베그 측도에 대하여) 절대 연속 측도이다. 그러나 이는 라돈-니코딤 도함수를 갖지 않는다. 즉,
{\displaystyle \nu (S)=\int _{S}f\;\mathrm {d} \mu \qquad \forall S\in {\mathcal {B}}([0,1])}
가 성립하는 가측 함수 {\displaystyle f\colon [0,1]\to [0,\infty )}가 존재하지 않는다.

## 역사
라돈-니코딤 정리의 경우, 1913년에 요한 라돈이 유클리드 공간의 경우에 대하여 증명하였으며, 이를 오톤 마르친 니코딤이 1930년에 일반적인 가측 공간에 대하여 일반화하였다.

## 응용
라돈-니코딤 정리는 확률론에서 단일한 공간에 대해 정의된 여러 개의 확률 측도를 연결할 때 매우 중요하게 쓰인다. 가령, 라돈-니코딤 정리는 조건부 기댓값의 존재성을 증명한다.
금융공학에서는 기르사노프 정리를 통해 실제 측도에서 위험중립측도를 도출해내는 데에 라돈-니코딤 정리가 쓰이기도 한다. 파생상품의 경우 대부분 위험중립측도가 존재해야만 적정 가격을 구할 수 있기 때문에 위험중립측도가 파생 상품 가격 결정에서 차지하는 중요성은 상당하다.